# Озоноруйнівний потенціал
Озоноруйнівний потенціал (англ. ozone depletion potential, рос. озонирующий потенциал) — одна з найважливіших характеристик природних і антропогенних атмосферних компонентів, що є кількісним показником здатності певної хімічної речовини руйнувати стратосферний озонний шар, який захищає землю від шкідливого ультрафіолетового опромінення. 
Визначається як відношення зменшення вмісту озону внаслідок надходження в атмосферу даної сполуки, до зменшення вмісту озону, що виникає внаслідок надходження в атмосферу стандартної сполуки (CFCl3) при однакових масових швидкостях надходження обох сполук. За точку відліку прийнято здатність фторидів CFC-11 та CFC-12 руйнувати озонний шар, яка прирівняна до 1.